# One Penny Black
Die One Penny Black oder Penny Black wurde als erste Briefmarke der Welt im Vereinigten Königreich am 1. Mai 1840 eingeführt. Sie konnte ab dem 6. Mai verwendet werden.

## Beschreibung
Die Marke ist ungezähnt und zeigt das Profil von Königin Victoria. Am oberen Rand steht das Wort POSTAGE, am unteren Rand der Nominalwert ONE PENNY. Eine Länderbezeichnung, wie es heutzutage üblich ist, wurde nicht verwendet, da es damals nicht als nötig erschien, war die Marke doch die bisher einzige ihrer Art. Die britischen Marken tragen bis heute keinen Ländernamen, sondern zeigen stets das Profil des jeweiligen Monarchen. Die Buchstaben in der linken und rechten unteren Ecke geben die Markenposition (Reihe/Spalte) der Briefmarke im Druckbogen an.

## Geschichte
Die Einführung von Briefmarken war Teil der britischen Postreform von Rowland Hill, die es nun ermöglichte, die Briefe vom Absender bezahlen zu lassen. Dem war der Schatzamtswettbewerb vorausgegangen, von dem sich das Schatzamt des Vereinigten Königreiches Ideen für die Gestaltung dieser Briefmarke erhoffte.
Zur Herstellung der One Penny Black wurden Stahlplatten verwendet, auf die mittels eines sogenannten Transfer Rollers das Markenbild 240 Mal übertragen wurde. Durch unterschiedliche Behandlung dieser Stahlplatten konnten zwischen 9.000 und 38.000 Bogen von jeder der 11 Platten gedruckt werden. Ausnahme bildet die Platte 1, von welcher vor der Härtung 17.000 Bogen und nach der Härtung nochmals 30.000 Bogen gedruckt wurden. Die letzte eingesetzte Platte mit der Nummer 11 war für Drucke der Penny Red vorbereitet. Aufgrund von Markenknappheit wurde sie kurzfristig auch für Drucke in Schwarz eingesetzt – für 700 Bogen. Damit sind schwarze Marken von dieser „roten“ Platte die mit Abstand seltensten und auch teuersten.
Die One-Penny-Black-Marke war nur ein Jahr in Gebrauch, bevor sie durch die Penny Red ersetzt wurde. Ursprünglich waren die Entwertungen in rot. Sehr schnell stellte sich aber heraus, dass die Entwertungen ziemlich leicht zu entfernen waren. Deswegen entschied die Post, schwarze Entwertungen zu benutzen. Auf einer schwarzen Marke war es aber schwer zu erkennen, ob die Marke bereits entwertet war, so dass häufig versucht wurde, die Marke ein zweites Mal zu verwenden. Auf der Penny Red war der schwarze Poststempel dagegen deutlicher zu erkennen.